# Cutenda
Cutenda, também grafada como Kutenda, é uma vila e comuna angolana que se localiza na província da Huíla, pertencente ao município de Chicomba.